# Liste der Monuments historiques in Boissy-aux-Cailles
Die Liste der Monuments historiques in Boissy-aux-Cailles führt die Monuments historiques in der französischen Gemeinde Boissy-aux-Cailles auf.

## Liste der Bauwerke
| Bezeichnung      | Beschreibung | Standort | Kennzeichnung | Schutzstatus | Datum | Bild           |
| ---------------- | ------------ | -------- | ------------- | ------------ | ----- | -------------- |
| Kirche St-Martin |              | (Lage)   | PA00086823    | Inscrit      | 1926  | weitere Bilder |

## Liste der Objekte
| Bezeichnung | Beschreibung          | Standort                       | Kennzeichnung | Schutzstatus | Datum | Bild |
| ----------- | --------------------- | ------------------------------ | ------------- | ------------ | ----- | ---- |
| Glocke      | Bronze, 1733 gegossen | in der Kirche St-Martin (Lage) | PM77000139    | Classé       | 1942  |      |